# Capromimus abbreviatus
Capromimus abbreviatus är en fiskart som först beskrevs av Hector, 1875.  Capromimus abbreviatus ingår i släktet Capromimus och familjen Zenionidae. Inga underarter finns listade.